# نبرد (فیلم ۱۹۱۱)
نبرد (انگلیسی: The Battle) فیلمی جنگی به کارگردانی دی. دبلیو. گریفیث است که در سال ۱۹۱۱ منتشر شد.

## بازیگران
- چارلز وست
- بلانش سوئیت
- دونالد کریسپ
- ادوین آگوست
- لیونل باریمور
- کیت بروس
- دل هندرسون
- ویلیام جی. باتلر
- دابلیو. سی. رابینسون
- کیت تانکری